# Escolteu la meva cançó
Escolteu la meva cançó (títol original: Hear My Song) és una pel·lícula britànico-irlandesa dirigida per Peter Chelsom, estrenada l'any 1991.Ha estat doblada al català.

## Argument
Un promotor de concerts intenta fer reviure un teatre londinenc portant a Josef Locke, una gran figura del cant, però aquest resulta ser un impostor. Després de perdre diners, honra i a la seva noia intentarà portar al veritable cantant Josef Locke per restaurar el seu honor.

## Repartiment
- Adrian Dunbar: Micky O'Neill
- Tara Fitzgerald: Nancy Doyle
- Stephen Marcus: Gordon
- William Hootkins: Mr. X
- David McCallum: Jim Abbott
- Pat Laffan: taxista #1
- Frank Kelly: taxista #2
- James Nesbitt: Fintan O'Donnell
- Ned Beatty: Josef Locke
- Brian Flanagan: Micky O'Neill, jove
- Casa Mullen: la mamà de Micky
- Rúaidhrí Conroy: Grandson Ryan
- Shirley Anne Field: Cathleen Doyle
- Norman Vaughan: ell mateix

## Premis i nominacions[calcitació]

### Premis
- Premis British Comedy 1992 :
  - Millor film de comèdia
- Premis Evening Estàndard British Film 1993 :
  - Most Promising Newcomer: Peter Chelsom
- London Film Critics Circle 1993 :
  - British Newcomer of the Year: Peter Chelsom

### Nominacions
- Premis Globus d'Or 1992 :
  - Globus d'Or al millor actor secundari: Ned Beatty
- Premi BAFTA 1993 :
  - BAFTA a la millor música: John Altman
  - BAFTA al millor guió original: Peter Chelsom i Adrian Dunbar